# دارکوب حبشی
دارکوب حبشی  (نام علمی: Dendropicos abyssinicus) گونه‌ای پرنده از خانوادهٔ دارکوبان است که بومی اریتره و اتیوپی می‌باشد.